# Tzipi Hotovely
Tzipi Hotovely (en hebreu : ציפי חוטובלי) (Rehovot, 2 de desembre de 1978) és una política i diplomàtica israeliana, del 17 de maig al 2 d'agost de 2020, va ser ministra d'assentaments, en el cinquè. A la tardor de 2020, va reemplaçar a Mark Regev com a ambaixador al Regne Unit, convertint-la en la primera dona a ocupar aquest lloc.

## Biografia
Hotovely prové d'una família jueva georgiana. Va créixer a la seva ciutat natal i va visitar un ulpan a Tel-Aviv. Va completar el servei militar obligatori participant durant dos anys al servei civil, el Sherut Leumí, una alternativa al servei militar, com a guia d'un museu a Jerusalem i com a representant de l'Agència Jueva per a la Terra d'Israel a Atlanta. Va obtenir una llicenciatura i un mestratge en dret a la Universitat Bar Ilán, va completar una passantia amb l'advocat penalista Ram Caspi, a Tel-Aviv, amb una especialització en dret corporatiu, es va convertir en advocada el 2003, i durant un temps va editar un diari legal a la universitat abans de continuar amb els seus estudis legals a la Universitat de Tel-Aviv. A més de dret, Hotovely també va estudiar judaisme en un seminari femení a la Universitat Bar Ilan i a Midreshet Lindenbaum a la ciutat santa de Jerusalem.
Mentre estudiava a l'antiga universitat, va participar activament a la Unió mundial d'estudiants jueus (WUJS), i va representar el moviment sionista mundial Bnei Akiva a París. Hotovely ha estat present als mitjans de comunicació des del 2006. Aquell any, per exemple, es va convertir en membre del panell del programa de discussió política del consell de savis, al Canal 10 d'Israel, en què es va fer càrrec de l'opinió de la dreta política, i va exigir entre altres coses, la dimissió del gabinet d'Ehud Ólmert, per la pobra actuació de les FDI a la Guerra del Líban del 2006. També ha aparegut en altres programes de televisió. Des del 2006 també ha estat escrivint articles d'opinió política a Maariv, i des del 2007 també ha escrit una columna sobre el judaisme, en relació amb els desenvolupaments actuals en la versió en línia del diari.

## Carrera política
A finals de 2008, Hotovely va fer públic que s'uniria al partit polític Likkud, i que intentaria convertir-se en candidata per a la 18a legislatura de la Knéset. El seu objectiu va ser reeixit, ia les eleccions parlamentàries del 2009, va poder ocupar el seu escó a la Knéset. A l'edat de trenta anys, era la parlamentària més jove del país en aquell moment. Com a presidenta del comitè sobre la condició jurídica de la dona, va fer campanya pels drets de la dona. Quan es va formar un nou govern després de les eleccions parlamentàries de 2013, va assumir el càrrec de Secretària d'Estat de Transport, al tercer gabinet de centre dreta de Benjamin Netanyahu, ia finals de 2014, també el de Secretària d'Estat de Ciència i Tecnologia. Després de les eleccions parlamentàries del 2015, va tornar a ser secretària d'Estat, aquesta vegada d'Afers Estrangers al quart gabinet de dreta de Netanyahu. Amb això va caure sota el comandament del Primer ministre d'Israel Benjamí Netanyahu, que també tenia quatre ministeris sota la seva ala, inclòs el de Relacions Exteriors, per tant, s'esperava que s'ocupés de gran part de la política exterior de Netanyahu. Al final del seu mandat al gabinet, va ser breument Ministra d'Afers de la Diàspora jueva.
Després de les eleccions parlamentàries de març de 2020 i la consegüent formació del cinquè gabinet de Netanyahu, Hotovely va ser reelegida com a ministra d'assentaments, per donar suport a l'annexió proposta de parts de l'Àrea de Judea i Samaria, el controvertit pla de pau de l'expresident dels Estats Units, Donald Trump.
Hotovely practica el judaisme ortodox, i adopta una posició nacionalista de dreta religiosa sobre qüestions polítiques. Per exemple, està en contra d'un estat palestí independent i està a favor del "Gran Israel", un futur territori que hauria d'incloure l'actual Estat de Palestina, per formar part d'un país anomenat pels sionistes Eretz Israel, la Terra d'Israel. Per exemple, en una entrevista a l'octubre del 2015, al canal de la Knéset, Hotovely va dir que el seu somni és veure algun dia onejar la bandera israeliana a la Muntanya del Temple, perquè ella veu aquest lloc com el centre de l'estat d'Israel, i com el lloc més sagrat del judaisme.
Al juliol de 2017, durant un debat sobre la designació d'algunes parts de la ciutat d'Hebron, ubicada a la Palestina ocupada, com a Patrimoni de la Humanitat per la Unesco, Hotovely va parlar amb els membres de la Llista Conjunta:
"Invito els membres de la Knéset àrab i la Unesco a llegir els dos llibres següents: el Tanaj, que explica la història del poble jueu, i el nou supervendes d'Assaf Voll titulat": La història del poble palestí, des de l'antiguitat fins a el present: "L'últim et sorprendrà perquè és buit. Els palestins no tenen reis ni herències mundials".
Tzipi veu el conflicte amb els palestins en termes religiosos més que territorials, i veu l'Islam com el principal culpable. A causa d'aquests punts de vista, alguns mitjans de comunicació s'hi han referit com "la veu ideològica" del Likkud.
Hotovely comparteix aquesta creença amb diverses persones d'idees afins al partit, al si d'una facció coneguda com els "danonistes", una facció del partit centrada en la persona de Danny Danon, (qui va deixar la Knéset a finals d'agost de 2015).

## Incidents
El 9 de novembre de 2021, Hotovely va participar en un fòrum de debat a l'Escola d'Economia de Londres (en anglès: London School of Economics). Els manifestants al campus la van acusar de promoure el racisme, com a resultat, va ser evacuada sota fortes mesures de seguretat de l'esdeveniment després que activistes a favor del poble palestí, i la societat islàmica de l'escola d'economia de Londres, organitzessin grans protestes contra la seva presència.

## Vida personal
Tzipi Hotovely està casada amb l'advocat Or Alon, el casament va comptar amb la presència de 2.500 convidats i va tenir lloc el 27 de maig del 2013. La parella té tres filles.